# Kwas podfluorawy
Kwas podfluorawy, HOF – nieorganiczny związek chemiczny, kwas tlenowy fluoru. Jest jedynym znanym kwasem tlenowym fluoru oraz jedynym znanym kwas podhalogenawym, który został uzyskany w formie skondensowanej.

## Budowa
W fazie krystalicznej HOF ma budowę kątową, o kącie H−O−F wynoszącym 101°. Długości wiązań w cząsteczce wynoszą odpowiednio 144,2 pikometrów dla wiązania O−F i 78 pikometrów dla wiązania O−H. Cząsteczki HOF tworzą łańcuchy powiązane przez wiązania wodorowe O−H⋯O.

## Otrzymywanie
Powstawanie HOF w reakcji fluoru z wodą w niskiej temperaturze (-50 °C) zostało wykazane po raz pierwszy w 1987 r. Związek ten w czystej postaci wyizolowano wychwytując produkty ww. reakcji w pułapce schłodzonej do −183 °C. Zachodzi wówczas reakcja:
F
2 + H
2O  ⇄  HOF + HF
Powstające produkty uboczne, OF
2 i O
2, jako związki lotne mogły zostać usunięte przez odpompowanie.

## Właściwości
Kwas podfluorawy może ulegać wybuchowemu rozkładowi (nawet w niskich temperaturach) do fluorowodoru i tlenu:
2HOF + H
2O  →  2HF + O
2

## Odczynnik Rozena
Roztwór kwasu podfluorawego w acetonitrylu nosi nazwę odczynnika Rozena. Otrzymuje się go in situ, przepuszczając 10% fluor w azocie przez acetonitryl zawierający 10% wody, uzyskując stężenia HOF do 0,5 M. Kompleks CH
3CN·HOF jest zdecydowanie trwalszy niż wolny HOF – można go przechowywać przez kilka godzin w 0 °C lub kilka dni w −78 °C. 

## Podfluoryny
Podfluoryny są pochodnymi kwasu podfluorawego, zawierającymi anion OF−
. Jednym z przykładów  podfluorynów jest podfluoryn trifluorometylu (CF
3OF), będący formalnie estrem trifluorometanolu i kwasu podfluorawego. Można go otrzymać w reakcji difluorku karbonylu z fluorem:
F
2 + F
2C=O  ⇄  CF
3OF